# Bill Potts
Bill Potts är en fiktiv karaktär som skapades av Steven Moffat och gestaltas av Pearl Mackie i den brittiska science fiction TV-serien Doctor Who. I seriens tionde säsong, med början i det första avsnittet, var Bill en följeslagare till den 12:e inkarnationen av den utomjordiska tidsresenären som är känd som Doktorn, här gestaltad av den skotske skådespelaren Peter Capaldi.